# Onycholabis
Onycholabis is een geslacht van kevers uit de familie van de loopkevers (Carabidae). De wetenschappelijke naam van het geslacht is voor het eerst geldig gepubliceerd in 1873 door Bates.

## Soorten
Het geslacht Onycholabis omvat de volgende soorten:
- Onycholabis acutangulus Andrewes, 1923
- Onycholabis melitopus Bates, 1892
- Onycholabis nakanei Kasahara, 1986
- Onycholabis pendulangulus Liang & Imura, 2003
- Onycholabis sinensis Bates, 1873
- Onycholabis stenothorax Liang & Kavanaugh, 2005